# أصوفيض (تزنتوت)
أصوفيض هو دُوَّار يقع بجماعة إضمين، عمالة أكادير إدا وتنان، جهة سوس ماسة في المملكة المغربية. ينتمي الدوّار لمشيخة تزنتوت التي تضم 5 دواوير. يقدر عدد سكانه بـ 399 نسمة حسب الإحصاء الرسمي للسكان والسكنى لسنة 2004م.

## روابط خارجية
- البوابة الوطنية للجماعات الترابية
- المندوبية السامية للتخطيط